# Altorientalische Sprachen
Die altorientalischen Sprachen sind die ausgestorbenen Sprachen des Alten Orients, der im weitesten Sinne den Nahen Osten, Kleinasien, Ägypten, die Arabische Halbinsel, Iran und weitere hellenistisch-iranisch geprägte asiatische Regionen umfasst. Die zeitliche Begrenzung dieses Begriffs nach oben ist genau so unscharf wie die geographische, für diese Übersicht wird ungefähr das Ende der Antike als Grenzlinie genommen.
Der „Alte Orient“ in einem engeren Sinne – der vor allem durch die Verbreitung der mesopotamischen Keilschrift definiert wird – besteht aus Mesopotamien, Syrien, Kleinasien und Elam. Das zeitliche Ende des Alten Orients ist dann der Beginn des aufstrebenden Hellenismus, der das Erbe der altorientalischen Kulturen antritt.
Die altorientalischen Sprachen und die mit ihnen verbundenen Schriften und Kulturen sind der Forschungsgegenstand der Altorientalistik oder speziellerer Fachrichtungen, wie Akkadistik (früher meist Assyriologie genannt), Semitistik, Hethitologie, Sumerologie, Hurritologie, Elamistik, und im weiteren Sinne Ägyptologie, Koptologie, Iranistik und andere Spezialfächer.
Dieser Artikel bietet eine Gesamtübersicht über die altorientalischen Sprachen (im weitesten Sinne), stellt die einzelnen Sprachen in ihren genetischen Kontext und verweist auf die Artikel der relevanten Einzelsprachen und Sprachgruppen.

## Überlieferungszustand
Der Überlieferungszustand dieser Sprachen ist sehr unterschiedlich: von einigen Sprachen ist fast nur noch der Name erhalten geblieben (z. B. Lulubäisch, Gutäisch), von anderen sind umfangreiche Textkorpora aller Art überliefert (z. B. Ägyptisch, Sumerisch, Akkadisch, Hethitisch, Elamisch), die einen umfassenden Einblick in die entsprechenden Kulturen gestatten. Dazwischen gibt es viele Abstufungen.

## Einteilung nach Herkunft
Nach ihrer Herkunft kann man die altorientalischen Sprachen in drei Gruppen einteilen:
- Indogermanische altorientalische Sprachen
- Afroasiatische altorientalische Sprachen
- Isolierte altorientalische Sprachen, die mit keiner anderen bekannten Sprache verwandt sind

## Die indogermanischen Sprachen des Alten Orients
- Indogermanisch
  - Anatolisch
    - Hethitisch
    - Palaisch
    - Lydisch
    - Luwisch
      - Keilschrift-Luwisch, Hieroglyphen-Luwisch;
      - Lykisch A, Lykisch B (Milyisch), Karisch, Sidetisch (Pamphylisch), Pisidisch

  - Phrygisch
    - Phrygisch

  - Armenisch
    - Altarmenisch

  - Indoiranisch
    - Iranisch
      - Altiranisch
        - Altpersisch (Achämenidisch), Medisch; Awestisch

      - Mitteliranisch
        - Parthisch, Mittelpersisch (Sassanidisch, Pahlavi)
        - Skythisch, Sarmatisch, Sogdisch, Choresmisch, Baktrisch, Khotan-Sakisch, Tumshuqisch

## Die afroasiatischen Sprachen des Alten Orients
- Afroasiatisch
  - Ägyptisch
    - Ägyptisch, Koptisch

  - Semitisch
    - Nordperipher-Semitisch

Verteilung von antiken semitischen Inschriften

      - Akkadisch (Babylonisch, Assyrisch, Eblaitisch, Mari-Dialekt)

    - Nord-Zentral-Semitisch
      - Ugaritisch
        - Ugaritisch

      - Kanaanäisch
        - Phönizisch-Punisch, Hebräisch, Moabitisch, Edomitisch, Ammonitisch

      - Aramäisch
        - Altaramäisch: Epigraphisches Altaramäisch, Reichsaramäisch (inkl. Bibelaramäisch)
        - Mittelaramäisch: Nabatäisch, Palmyrenisch, Hatranisch, Jüdisch-mittelaramäisch
        - Klassisches Aramäisch
          - West: Jüdisch-palästinisch, Samaritanisch, Christlich-palästinisch (Melkitisch)
          - Zentral-Ost: Syrisch (Alt-Syrisch, Klass. Syrisch); Jüdisch-babylonisch (Talmudisch), Mandäisch

    - Süd-Zentral-Semitisch
      - Frühnordarabisch: Oasen-Alt-Nordarabisch (Taymanitisch "Thamudisch A", Dadanitisch, Dumaitisch, weitere verstreute Oasen-Dialekte), Safaitisch, Hismaisch "Thamudisch E", Thamudisch (B,C,D und Süd), Hasaitisch (Zuordnung noch ungesichert)
      - Arabisch: Präislamisches Arabisch

    - Süd-Peripher-Semitisch
      - Altsüdarabisch: Sabäisch, Minäisch (Madhabisch), Hadramautisch, Qatabanisch
      - Äthiosemitisch: Altäthiopische Sprache

## Die isolierten altorientalischen Sprachen
Außer den afroasiatischen und indogermanischen Sprachen des Alten Orients gibt es eine Reihe altorientalischer Sprachen, die nach heutigem Kenntnisstand isoliert  dastehen, sich also keiner größeren Spracheinheit zuordnen lassen. Die vier bestüberlieferten sind
- Sumerisch
- Elamisch
- Hurritisch und Urartäisch
- Meroitisch

Hurritisch und Urartäisch sind miteinander verwandt; allerdings stammt das jüngere Urartäisch nicht vom Hurritischen ab, sondern beide gehen auf eine gemeinsame unbekannte Vorgängersprache zurück; manche Forscher sehen verwandtschaftliche Beziehungen des Hurritisch-Urartäischen zu den ostkaukasischen Sprachen.
Einige andere weit schwächer überlieferte isolierte Sprachen sind
- Hattisch (Vermutung: westkaukasische Verwandtschaft)
- Kassitisch
- Gutäisch
- Kaškäisch
- Lulubäisch
- Philistisch
- Protoeuphratisch (spekulativ)

Möglicherweise sind Gutäisch und Lulubäisch miteinander verwandt.